# Келлогг, Вирджиния
Вирджи́ния Келло́гг (англ. Virginia Kellogg; 3 декабря 1907, Лос-Анджелес, Калифорния, США — 8 апреля 1991, там же) — американская сценаристка. Дважды номинантка на премию «Оскар»: в номинации «Лучший литературный первоисточник» в 1950 году за фильм «Белое каление» (1949) и в номинации «Лучший оригинальный сценарий» в 1951 году за фильм «В клетке» (1950).

## Биография

### Ранние годы
Вирджиния Келлогг родилась 3 декабря 1907 года в Лос-Анджелесе (штат Калифорния, США) в семье Уолтера Келлогга и Грейс Ирвин. Она посещала среднюю школу Лос-Анджелеса. Первая работа Келлогг была репортёром в Los Angeles Times.

### Голливудская карьера
К 1930 году она работала в Paramount в качестве сценариста, после того как изначально начала работать ассистентом сценаристом и секретарём режиссёра Кларенса Брауна в 1926 году. В то время она написала сценарии для ряда фильмов с предварительным кодом для студии, в том числе «Дорога в Рино» и «Доктор Мэри Стивенс». В то же время она продолжала писать радиопостановки и писать для национальных журналов.

### «В клетке[англ.]»
Для написания сценария фильма «В клетке», предметом которого являются женщины в тюрьме, она стала заключённой. С помощью властей она была заключена в тюрьму с ложным осуждением за растрату и отбывала срок в четырёх американских тюрьмах.

### Личная жизнь
Она четыре раза была замужем: за корреспондентом Times Уолтером Кокрейном (с 1938 до середины 1940-х годов); Томасом Милтоном Файном (несколько лет, начиная с 1949 года); режиссёром Фрэнком Ллойдом (с 1955 по 1960 год); и Альберт Мортенсен, руководителем железной дороги на пенсии (с 22 июня 1963 года и до своей смерти 8 апреля 1981 года).